# Новоуплатне (зупинний пункт)
Новоуплатне — пасажирський залізничний зупинний пункт Дніпровської дирекції залізничних перевезень Придніпровської залізниці на двоколійній електрифікованій лінії Нестеліївка — Павлоград I між станціями Лозова (20,1 км) та Самійлівка (4,4 км). Розташований в однойменному селі Лозівського району Харківської області.

## Історія
13 липня 2023 року зупинний пункт 948 км перейменований на Новоуплатне. Назву отримав від однойменного села, в якому він розташований.

## Пасажирське сполучення
На зупинному пункті Новоуплатне зупиняються приміські електропоїзди у Лозівському та Синельниківському напрямках.